# Valter Giuliani
Pour les articles homonymes, voir Giuliani.
Valter Giuliani, né le 12 décembre 1960, à Cantù, en Italie, est un astronome amateur italien qui observe depuis l'observatoire de Sormano.
D'après le Centre des planètes mineures, il a découvert ou co-découvert vingt-deux astéroïdes (numérotés) entre 1994 et 1997.

## Astéroïdes découverts
| (6882) Sormano[1] | 5 février 1995    |
| (7199) Brianza[2] | 28 mars 1994      |
| (8111) Hoepli[3] | 2 avril 1995      |
| (10605) Guidoni[4] | 3 novembre 1996   |
| (10606) Crocco[4] | 3 novembre 1996   |
| (12405) Nespoli[4] | 15 septembre 1995 |
| (13689) Succi | 9 septembre 1997  |
| (14104) Delpino | 2 octobre 1997    |
| (16682) Donati[2] | 18 mars 1994      |
| (16749) Vospini[1] | 16 août 1996      |
| (21289) Giacomel[4] | 3 novembre 1996   |
| (27900) Cecconi[5] | 7 septembre 1996  |
| (27958) Giussano | 9 septembre 1997  |
| (35270) Molinari[5] | 7 septembre 1996  |
| (37706) Trinchieri[5] | 8 septembre 1996  |
| (37734) 1996 UR3[3] | 30 octobre 1996   |
| (39654) 1995 UP[3] | 19 octobre 1995   |
| (46691) 1997 BK3[1] | 30 janvier 1997   |
| (79271) Bellagio[6] | 29 septembre 1995 |
| (100641) 1997 VO4[4] | 3 novembre 1997   |
| (190310) De Martin | 2 octobre 1997    |
| (282034) 1995 UO[3] | 19 octobre 1995   |
| 1. avec Piero Sicoli 2. avec Marco Cavagna 3. avec Augusto Testa 4. avec Francesco Manca 5. avec Paolo Chiavenna 6. avec Graziano Ventre |                   |